# Kentucky Derby 1922
Kentucky Derby 1922 var den fyrtioåttonde upplagan av Kentucky Derby. Löpet reds den 13 maj 1922 över 1 1⁄4 miles (2 012 m). Löpet vanns av Morvich som reds av Albert Johnson och tränades av Fred Burlew.
Förstapriset i löpet var 53 775 dollar. Tio hästar deltog i löpet efter att hästen Banker Brown strukits innan löpet.

## Resultat
| P  | S  | Häst          | Jockey            | Tränare             | Ägare                                                | Tid     |
| -- | -- | ------------- | ----------------- | ------------------- | ---------------------------------------------------- | ------- |
| 1  | 4  | Morvich       | Albert Johnson    | Fred Burlew         | Benjamin Block                                       | 2:04.60 |
| 2  | 7  | Bet Mosie     | Henry Burke       | Herbert J. Thompson | Edward R. Bradley                                    |         |
| 3  | 1  | John Finn     | Earl Pool         | William Perkins     | George F. Baker                                      |         |
| 4  | 6  | Deadlock      | J. D. Mooney      | Robert H. Shannon   | Robert H. Shannon                                    |         |
| 5  | 3  | My Play       | Clifford Robinson | Roy J. Waldron      | Lexington Stable (Edward F. Simms & Henry W. Oliver) |         |
| 6  | 9  | Letterman     | Ted Rice          | Mose Goldblatt      | Greentree Stable                                     |         |
| 7  | 8  | Surf Rider    | Edward Scobie     | Kay Spence          | Montfort Jones                                       |         |
| 8  | 2  | Startle       | Danny Connelly    | John I. Smith       | Herbert H. Hewitt                                    |         |
| 9  | 10 | By Gosh       | Edgar Barnes      | William A. Hurley   | Edward R. Bradley                                    |         |
| 10 | 5  | Busy American | Newton Barrett    | Herbert J. Thompson | Edward R. Bradley                                    |         |

Segrande uppfödare: Adolph B. Spreckels; (CA)